# 인스크립션
《인스크립션》(Inscryption)은 2021년 대니얼 물린스 게임스(Daniel Mullins Games)가 제작하고 디볼버 디지털이 배급한 로그라이크 덱 빌딩 게임이다. 2021년 10월 19일 윈도우로 발매되었으며 그 후 2년 동안 리눅스, macOS, 플레이스테이션 4, 플레이스테이션 5, 닌텐도 스위치, 엑스박스 원, 엑스박스 시리즈 X/S로 발매되었다.
《인스크립션》에서 플레이어는 오두막에서 미지의 게임마스터에 의해 테이블 게임을 진행하게 된다. 《인스크립션》은 덱 빌딩 게임, 로그라이크, 턴제 전략 게임, 탈출 게임, 퍼즐과 어드벤처 게임과 같은 다양한 장르를 혼합한 게임으로 테이블톱 롤플레잉 게임, 보드 게임, 공포 게임, 브이로그와 파운드 푸티지 등에서 영감을 얻었다.
《인스크립션》은 디렉터인 대니얼 물린스가 2018년 루둠 다레 게임 잼에 출품하기 위해 제작한 《새크리파이시스 머스트 비 메이드》(Sacrifices Must Be Made)에서 기원한다. 2018년 10월 itch.io에 게재한 프로토타입이 긍정적인 반응을 얻자 물린스는 게임을 확장하여 오리지널 게임으로 출시하려 하였고 그것이 《인스크립션》의 제작으로 이어졌다.